# Okazaki
Pour les articles homonymes, voir Okazaki (homonymie).
Okazaki (岡崎市, Okazaki-shi) est une ville de la préfecture d'Aichi au Japon.

## Géographie

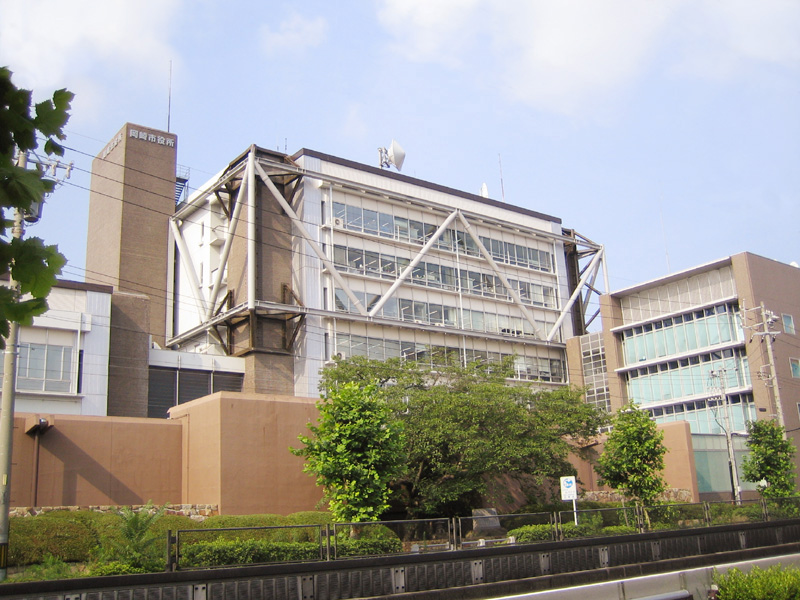
Mairie de la ville d'Okazaki.

### Démographie
En décembre 2019, la population de la ville d'Okazaki était de 387 887 habitants répartis sur une superficie de 387,20 km2.

## Histoire
Le site moderne de la ville d'Okazaki est habité depuis plusieurs milliers d'années. Les archéologues ont trouvé des vestiges datant de l'ère du Paléolithique japonais. Des vestiges de la période Jōmon, et surtout des périodes Yayoi et Kofun ont également été retrouvés dont de nombreux monuments funéraires kofun.
Durant l'époque Sengoku (milieu du XVe siècle-fin du XVIe siècle), la zone de l'actuel Okazaki fut contrôlée par le clan Matsudaira, qui sera par la suite plus connu sous le nom du clan Tokugawa. Tokugawa Ieyasu, fondateur de ce clan, a vu le jour dans le château d'Okazaki. Il instaura son shogunat en 1600 qui ne s’arrêtera qu'en 1868 avec la restauration de Meiji. Durant cette période, un système féodal fut établi pour contrôler le domaine d'Okazaki dirigé par un daimyō. Elle devint également une des stations du Tōkaidō, route reliant Edo (Tokyo, à l'époque moderne) à Kyoto, ce qui participa à son développement.
Après la restauration de Meiji, la cité moderne d'Okazaki fut établie le 1er octobre 1889 dans le district de Nukata de la préfecture d'Aichi. Le 1er octobre 1914, Okazaki annexa la ville voisine de Hirohata. Okazaki fut proclamée définitivement ville le 1er juillet 1916.
La ville a fortement souffert en 1944 du séisme Tōnankai et, l'année suivante, du séisme Mikawa. Durant la Seconde Guerre mondiale, Okazaki fut bombardée le 19 juillet 1945 par l'armée américaine, tuant plus de deux cents personnes et détruisant une large partie du centre-ville.
En 1955, à la faveur de fusions et de consolidations, la région d'Okazaki s'est considérablement étendue. Les anciennes villes d'Iwazu, Fukuoka et Yahagi, ainsi que les villages de Honjuku, Yamanaka, Kawai, Fujikawa et Ryugai ont été rattachés à Okazaki. En 1959, le typhon Vera causa de considérables dommages, tuant 27 habitants. Le 15 octobre 1962, Okazaki annexa la ville voisine de Mutsumi.
Le 1er avril 2003, la ville s'est vu attribuer le titre de ville noyau et le 1er janvier 2006, la ville voisine de Nukata est intégrée à son tour à l'agglomération.
Le 1er janvier 2006, le bourg de Nukata (district de Nukata) a été intégré à Okazaki.

## Culture locale et patrimoine

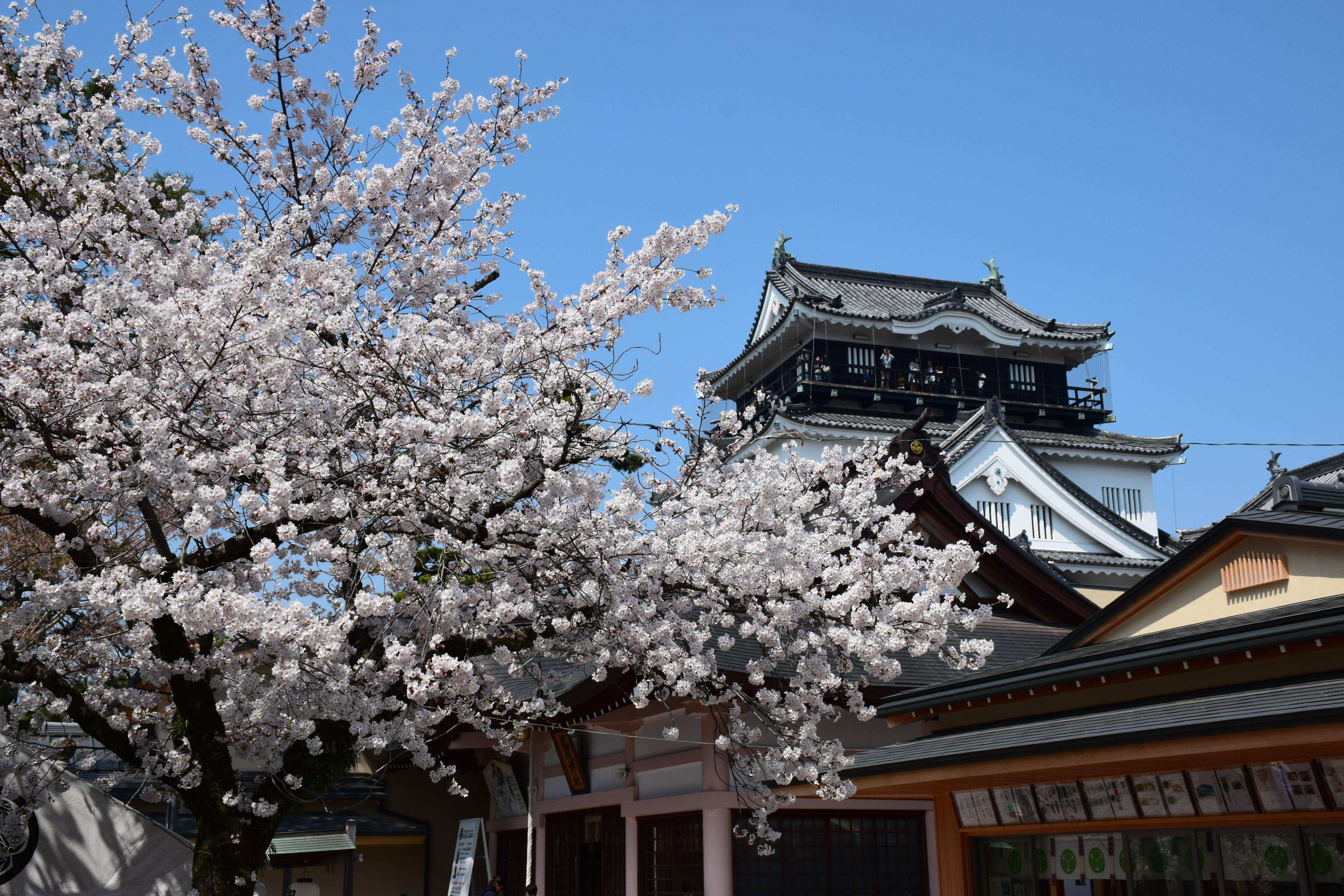
Château d'Okazaki.

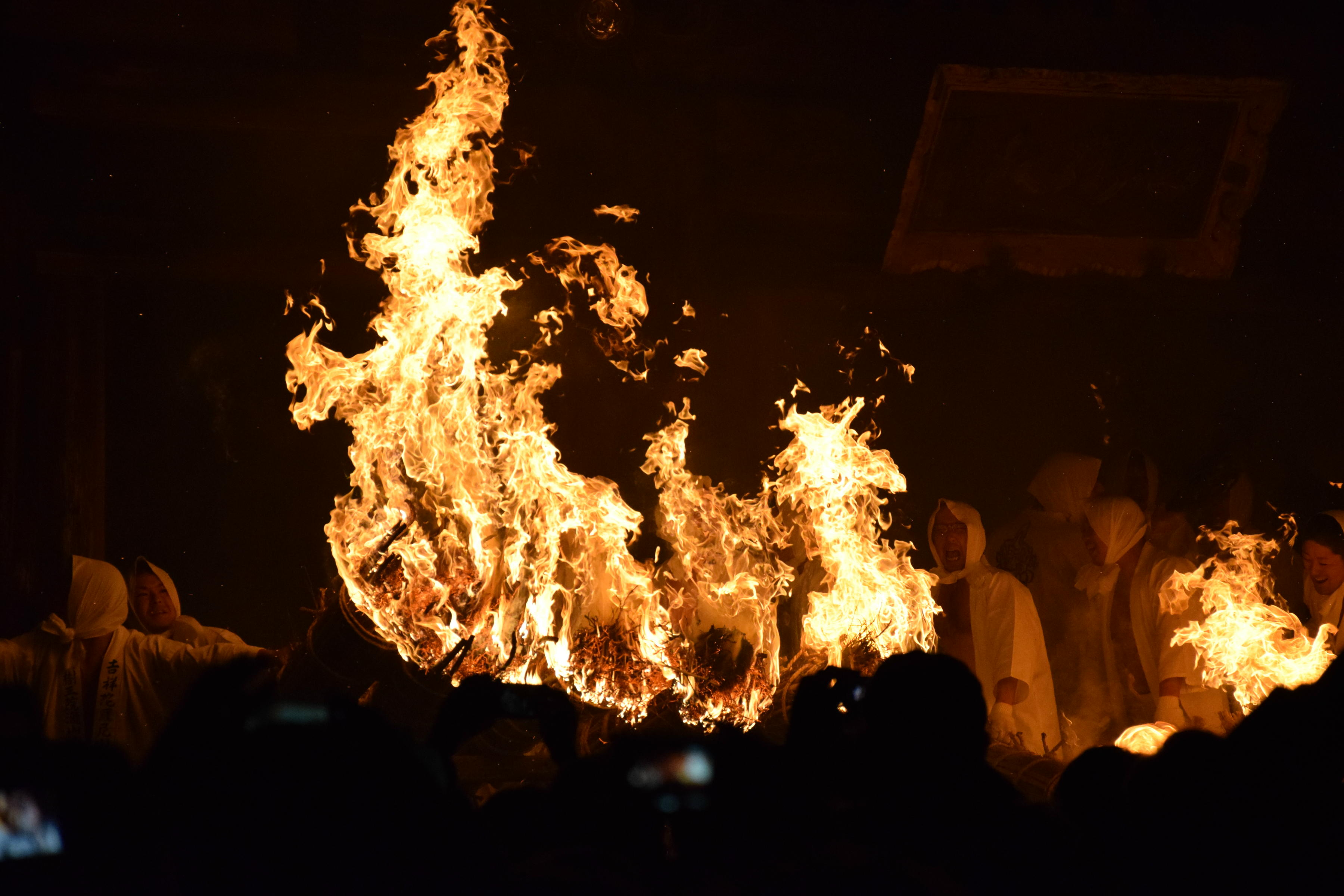
Oni matsuri, au temple Takisan.

- Château d'Okazaki

## Éducation
- Institut national de biologie fondamentale

## Transports
Okazaki est desservie par la ligne principale Tōkaidō de la JR Central, la ligne Nagoya de la compagnie Meitetsu et la ligne Aichi Loop de la compagnie Aichi Loop Railway. Les gares d'Okazaki et de Higashi Okazaki sont les principales gares de la ville.

## Jumelages
- Newport Beach (États-Unis)
- Uddevalla (Suède)
- Hohhot (République populaire de Chine)

## Personnalités liées à la ville
- Kōtarō Honda (1870-1954), scientifique
- Takeshi Nagata (1913-1991), géophysicien
- Motoo Kimura (1924-1994), théoricien
- Satoru Nakajima (né en 1953), pilote automobile
- Takako Okamura (née en 1962), chanteuse
- Takahiro Sakurai (né en 1974), comédien de doublage
- Takashi Kondō (né en 1979), acteur
- Kazuki Nakajima (né en 1985), pilote automobile